# Otto Ludwig von Beneckendorff und von Hindenburg

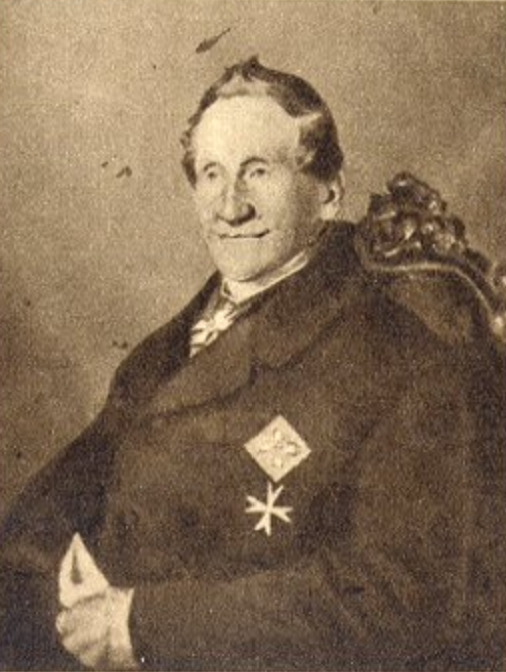
Otto Ludwig von Beneckendorff und von Hindenburg

Otto Ludwig von Beneckendorff und von Hindenburg (* 22. Dezember 1778 in Keimkallen; † 18. Juli 1855 in Neudeck) war ein preußischer Landschaftsdirektor, Herr auf Neudeck, Limbsee, Traupel, Peterwitz und Teschendorf und Großvater von Paul von Hindenburg väterlicherseits.

## Leben

### Herkunft und Familie
Otto war Sohn des Landrats Johann Gottfried von Beneckendorff und von Hindenburg (* 1749; † 1827) und dessen Ehefrau Luise Helene, geb. zu Eulenburg (* 1745; † 1779). Ein Bruder war der Generalleutnant Johann Heinrich Wilhelm Ernst von Beneckendorff und Hindenburg (* 1774; † 1847). Er heiratete am 13. August 1801 Eleonore, geb. von Brederlow (* 8. März 1784 in Klaukendorf; † 18. Februar 1863 in Neudeck). Das Ehepaar bekam vierzehn Kinder, darunter der Landrat Hans Friedrich (* 1802; † 1861), der Kammerherr und Kreisdeputierte Hans Louis Albert (* 1812; † 1890), Ottilie († 1826), der Landrat Bernhard Otto Curt, Bernhardine und Hans Robert Ludwig (* 1816; † 1902).

### Karriere
Wie andere seiner Familienmitglieder entschloss sich auch Otto, eine militärische Laufbahn einzuschlagen, die er mit dem Rang eines Leutnants beendete, um sich um sein Gut in Neudeck zu kümmern. 1801 erhielt er von seinem Vater die Güter Neudeck und Wolla. In Neudeck baute er das erste Schloss und bewirtschaftete es seitdem. Otto war für damalige Zeiten sehr liberal eingestellt und genehmigte seiner Tochter Bernhardine die Heirat mit einem Nichtadeligen.
Während der Napoleonischen Kriege wirkte Otto als Landschaftsrat des Kreises Marienwerder-Riesenburg. Durch dortige Erfolge wurde er im Jahre 1816 zum Landschaftsdirektor ernannt, was ihn dazu veranlasste, in dieser Position zu versuchen, die teils sehr zerstörten östlichen Gebiete Preußens wieder aufzubauen. In dieser Position wirkte er bis 1852. 1833 wurde ihm der Rote Adlerorden der 3. Klasse verliehen.